# Deutsche Halbe 170

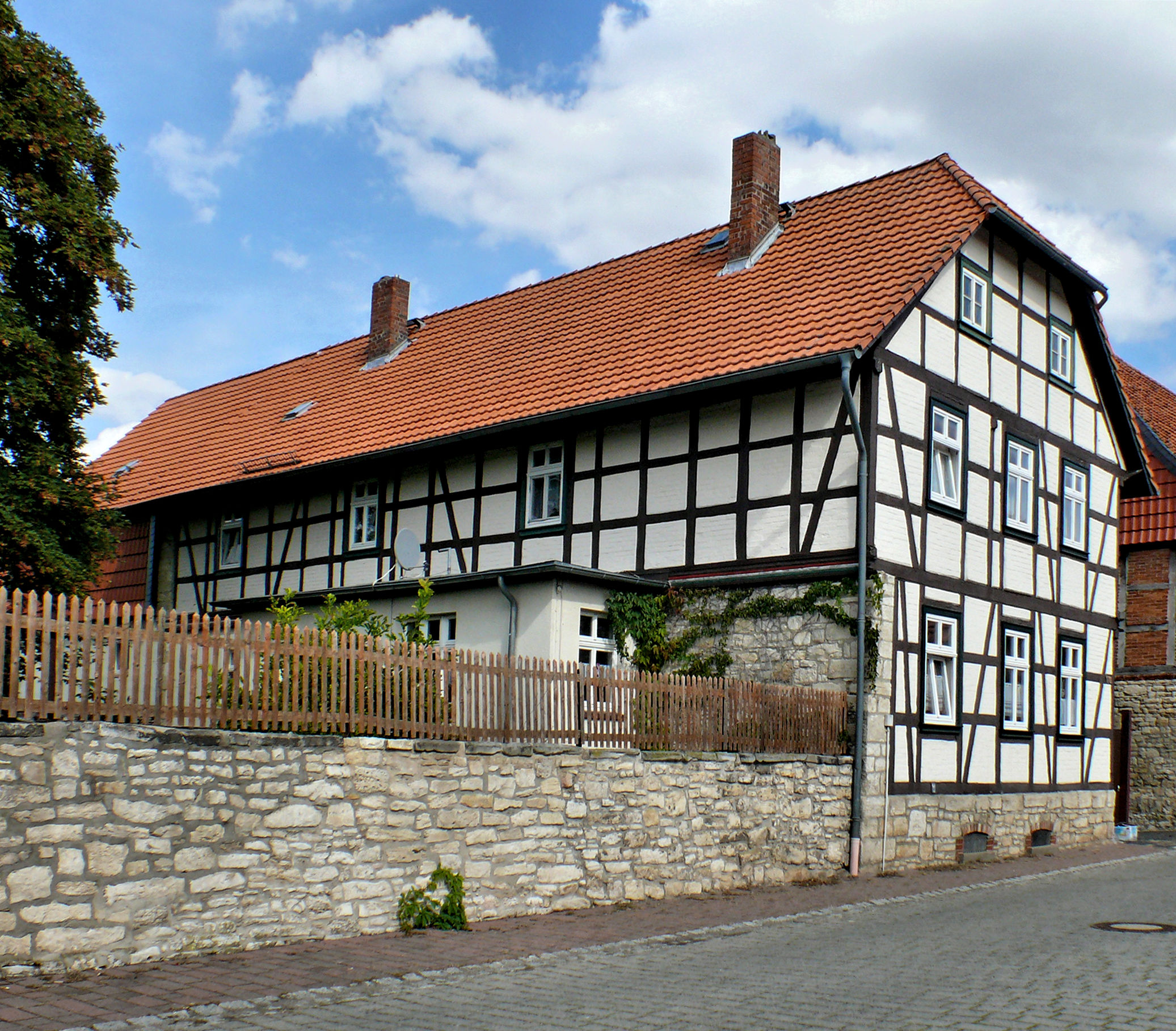

Unter der Adresse Deutsche Halbe 170 im Ortsteil Dingelstedt am Huy der Gemeinde Huy in Sachsen-Anhalt steht ein denkmalgeschützter Bauernhof. Im örtlichen Denkmalverzeichnis ist er unter der Erfassungsnummer 094 41545 als Baudenkmal verzeichnet.
Den Bauernhof ließ Anne Sophie Römer 1844 als eine vierseitig geschlossene Hofanlage, einen Vierseitenhof, erbauen. Das Wohnhaus, ein zweistöckiger Fachwerkbau, steht an der Straßenseite. Dahinter befindet sich ein Nebengebäude mit einem angrenzenden Galeriegebäude. Im Galeriegebäude sind bauzeitliche Fenster erhalten geblieben. Die Nordseite des Hofes wird durch das größte erhaltene Wirtschaftsgebäude begrenzt. Dieses Gebäude wurde aus Backsteinen errichtet und hat ein Satteldach. Außer dem Wohngebäude lag an der Straßenseite ein größeres Wirtschaftsgebäude mit einem massiven Erdgeschoss und einem Fachwerkobergeschoss, von dem nur noch Reste vorhanden sind. Das Wohngebäude und das Wirtschaftsgebäude mit seiner Toreinfahrt prägten das Straßenbild. Der Bauernhof steht seit 2017 unter Denkmalschutz.